# Wanda Makurath
Wanda Makurath (ur. 5 maja 1911 w Stegnie, zm. 16 grudnia 1999 w Gdańsku) – polska zakonnica i nauczycielka. Córka Bernarda, pracownika gdańskiej poczty przy Langgasse (ul. Długa).

## Życiorys
Pochodziła z kaszubskiego rodu zamieszkałego w Gdańsku. W 1920 roku odbyła kurs języka polskiego. Uczęszczała do nowo otwartej, pierwszej szkoły senackiej przy Johannisgasse (ul. Świętojańska). W 1924 roku podjęła naukę w Seminarium Nauczycielskim we Lwowie, Złoczowie, Kielcach. Podczas studiów, w 1928 roku wstąpiła do Zgromadzenia Dominikanek Kontemplacyjno-Czynnych III Zakonu Św. Dominika, w którym przyjęła imię zakonne Lucjana. 19 listopada 1934  złożyła śluby wieczyste. W tym samym roku uzyskała także dyplom nauczycielski w Tarnowie.
W kwietniu 1937 roku W. Makurath została zatrudniona jako nauczycielka w Szkole Powszechnej im. Józefa Czyżewskiego w Piekle, otwartej w nowo zbudowanym Domu Polskim, obejmującym Szkołę Powszechną i Ochronkę Macierzy Szkolnej. Młoda zakonnica przybyła na nową placówkę oświatową wraz ze swoją współsiostrą ze zgromadzenia dominikańskiego, s. Matyldą. Prowadziła lekcje języka polskiego, śpiewu, prac ręcznych, gimnastyki, mając pod opieką klasę młodszą. Działała w Związku Harcerstwa Polskiego. Zainicjowała założenie chóru mieszanego.
1 września 1939 roku siostra Lucjana została wraz z dwiema innymi dominikankami aresztowana przez hitlerowców. Przetrzymywano ją w więzieniach w Malborku i Elblągu. W grudniu tego samego roku otrzymała amnestię. Po zwolnieniu z aresztu przyjechała do Gdańska, skąd wysiedlono ją do Generalnego Gubernatorstwa. Okupację spędziła w klasztorach sióstr dominikanek na terenie GG. Podjęła się prowadzenia edukacji na tajnych kompletach w ramach działalności w Polskim Komitecie Rady Głównej Opiekuńczej. Po zakończeniu II wojny światowej powróciła do swojego zawodu. W latach 1945–1953 pracowała w Orzeszu koło Pszczyny na Górnym Śląsku. W 1956 roku zatrudniona została w Szkole Podstawowej nr 27 w Gdańsku. W 1968 roku przeszła na emeryturę.
W 1957 roku ustał związek siostry Lucjany ze Zgromadzeniem Dominikanek Życia Apostolskiego. Złożyła śluby we Fraterni Gdańskiej Trzeciego Zakonu Dominikańskiego. Pełniła funkcję przełożonej tercjarzy dominikańskich w Gdańsku. Wyróżniona została m.in. Krzyżem Kawalerskim Orderu Odrodzenia Polski oraz odznaką honorową „Zasłużonym Ziemi Gdańskiej”.
Siostra Lucjana Maria Wanda Makurath zmarła 16 grudnia 1999 roku. Pochowana została na gdańskim cmentarzu Srebrzysko.